# Карапетян Саак Карапетович
Саак Карапетович Карапетян (29 травня 1906, місто Сердарабад, тепер місто Армавір, Вірменія — 6 грудня 1987, місто Єреван, тепер Вірменія) — радянський державний діяч, зоотехнік-фізіолог, голова Ради міністрів Вірменської РСР. Депутат Верховної ради Вірменської РСР 2—4-го скликань. Депутат Верховної ради СРСР 2—3-го скликань. Доктор біологічних наук (1961), професор (1962). Дійсний член Академії наук Вірменської РСР (з 1943 року).

## Життєпис
З 1925 рік — інструктор Ечміадзинського районного земельного відділу СРР Вірменії. Закінчив школу радянського і партійного будівництва.
До 1928 року — начальник фінансового управління, заступник голови виконавчого комітету Аштарацької повітової ради Вірменської РСР.
Член ВКП(б) з 1931 року.
У 1933 році закінчив Єреванський зооветеринарний інститут.
У 1938—1940 роках — заступник голови Вірменської філії Академії наук СРСР.
У 1940 році — заступник завідувача відділу ЦК КП(б) Вірменії.
14 березня 1940 — 1944 року — секретар ЦК КП(б) Вірменії з пропаганди і агітації.
Одночасно, з 1943 по 1947 рік — член президії Академії наук Вірменської РСР.
У 1944 — 29 березня 1947 року — заступник голови Ради народних комісарів (з 1946 року — Ради міністрів) Вірменської РСР та народний комісар (з 1946 року — міністр) закордонних справ Вірменської РСР.
29 березня 1947 — 20 листопада 1952 року — голова Ради міністрів Вірменської РСР.
З листопада 1952 по 1955 рік працював директором Науково-дослідного інституту тваринництва Міністерства сільського господарства Вірменської РСР.
У 1955—1957 роках — директор Єреванської птахофабрики Вірменської РСР.
З 1958 по 1987 рік — завідувач лабораторії фізіології сільськогосподарських тварин Інституту фізіології імені Л. А. Орбелі Академії наук Вірменської РСР.
Одночасно, в 1964—1981 роках — завідувач кафедри Вірменського педагогічного інституту імені Хачатура Абов'яна. Член Міжнародної асоціації фізіологічних наук та інших наукових товариств.
Помер 6 грудня 1987 року в місті Єревані.

## Наукові досягнення
Основні дослідження присвячені питанням фізіології харчування та селекції сільськогосподарських тварин та птахів. Розробив наукові засади та практичні шляхи інтенсифікації промислового птахівництва у Вірменській РСР. У 1946—1974 роках під його керівництвом була створена єреванська порода курей, яка стала першим дітищем м'ясо-яєчних порід, виведених в СРСР.
- «Вплив штучного освітлення на виробництво яєць сільськогосподарськими птахами». Єреван, Видавництво АН Вірменської РСР, 1954
- «Годування, догляд та розведення сільськогосподарських птахів». Академія наук СРСР, Відділення біологічних наук, Єреван, Академія наук СРСР, 1956
- «Як підвищити продуктивність місцевих птахів у Вірменії» (зі співавторами), 1956
- «Демоекономічне значення інтенсивного птахівництва та перспективи його розвитку у Вірменії». Єреван, 1957
- «Досягнення ленінаканського птахівничого виробництва» (зі співавторами). Єреван, Айпострат, 1957
- «Птахівництво та шляхи підвищення його продуктивності». Єреван, Айпострат, 1958
- «Птахівництво». (Збірники підручників: Агротехніка для курсів) (зі співавторами), 1959
- «Запаси для підвищення продуктивності тваринництва». «Товариство Знання», Єреван, Вірменія 1960
- «Як підготувати та прочитати лекцію з сільського господарства» (із співавторами). «Товариство Знання», Єреван, 1962
- «Про розселення курчат ереванської породи в нашій республіці». «Товариство Знання», Єреван, 1963
- «Удосконалене птахівництво» (З досвіду Шаумянської міжгосподарської птахофабрики) (зі співавторами), 1965.
- «Промислове птахівництво та шляхи його розвитку». Єреван, Вірменія, 1966
- «Птахівництво» (із співавторами). Єреван, Видавництво Академії наук СРСР, 1969
- «Походження та племінна цінність єреванської породи курей» (зі співавторами), Єреван, Вірменія, 1974
- «Годування, розведення та поведінка свійської птиці» (зі співавторами). Міністерство сільського господарства Вірменської РСР, Єреван, Вірменія, 1974р.
- «Закономірності зростання та розвитку дітей та підлітків та основи їх вищої нервової діяльності» (зі співавторами) Єреван, Академія наук Вірменської РСР, 1980

## Нагороди та звання
- орден Вітчизняної війни I ст. (24.11.1945)
- орден Трудового Червоного Прапора (8.02.1944)
- орден Дружби народів (14.05.1976)
- орден «Знак Пошани» (23.11.1940)
- медалі
- Заслужений діяч науки Вірменської РСР (1966)